# Galàxia de Seyfert

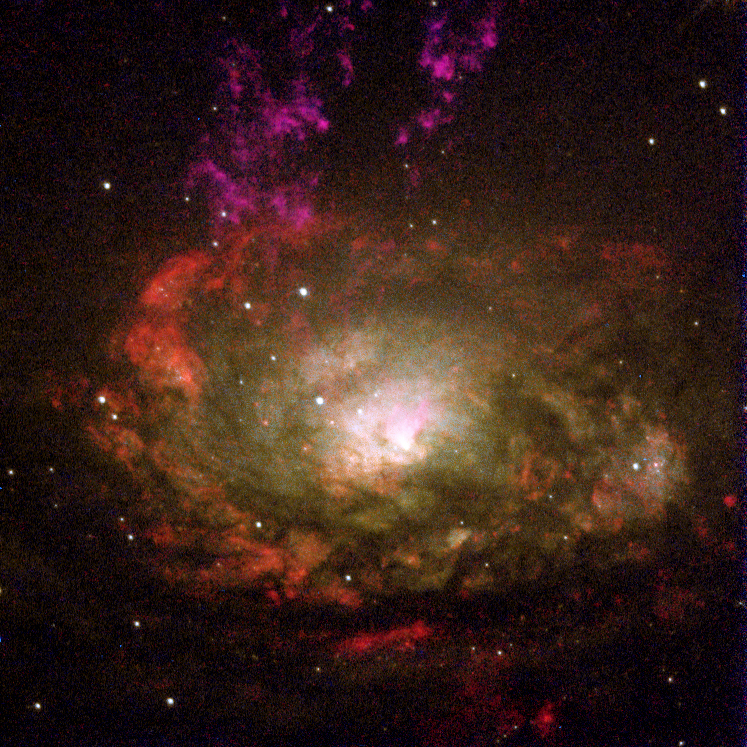
La galàxia del compàs, una galàxia de Seyfert 2. Crèdit: A. S. Wilson, P. L. Shopbell, C. Simpson, T. Storchi-Bergmann, F. K. B. Barbosa, M. J. Ward, WFPC2, telescopi espacial Hubble, NASA

Les galàxies de Seyfert són un tipus de galàxies amb un nucli que produeix emissió de línia espectral provinent de gas altament ionitzat; deuen el seu nom a l'astrònom Carl Keenan Seyfert, que va ser el primer a identificar-les el 1943. Són una subclasse de galàxia activa (AGN), i es pensa que contenen forats negres supermassius.
Aquestes galàxies són un dels dos majors grups de galàxies actives, juntament amb els quàsars. Tenen nuclis (fonts molt lluminoses de radiació electromagnètica que es troben fora de la nostra galàxia) similars als quàsars, amb brillantors superficials molt elevades l'espectre de les quals revela línies d'emissió intenses i d'alta ionització però, a diferència dels quàsars, les seves galàxies amfitriones són clarament detectables.
Les galàxies Seyfert representen al voltant del 10% de totes les galàxies i són alguns dels objectes més intensament estudiats en astronomia, ja que es creu que estan alimentades pels mateixos fenòmens que ocorren en els quàsars, encara que estan més a prop i són menys lluminoses que els quàsars. Aquestes galàxies tenen al seu centre forats negres supermassius envoltats per discos d'acreció de material en caiguda. Es creu que els discs d'acreció són la font de la radiació ultraviolada observada. Les línies d'emissió i d'absorció ultraviolades proporcionen el millor diagnòstic de la composició del material circumdant.
Vistes a llum visible, la majoria de les galàxies Seyfert semblen galàxies d'espirals normals, però quan s'estudien en altres longituds d'ona, queda clar que la lluminositat dels seus nuclis és d'una intensitat comparable a la lluminositat de galàxies senceres de la mida de la Via Làctia.
Les galàxies Seyfert deuen el seu nom a Carl Seyfert, qui va descriure per primera vegada aquesta classe el 1943.

## Descobriment

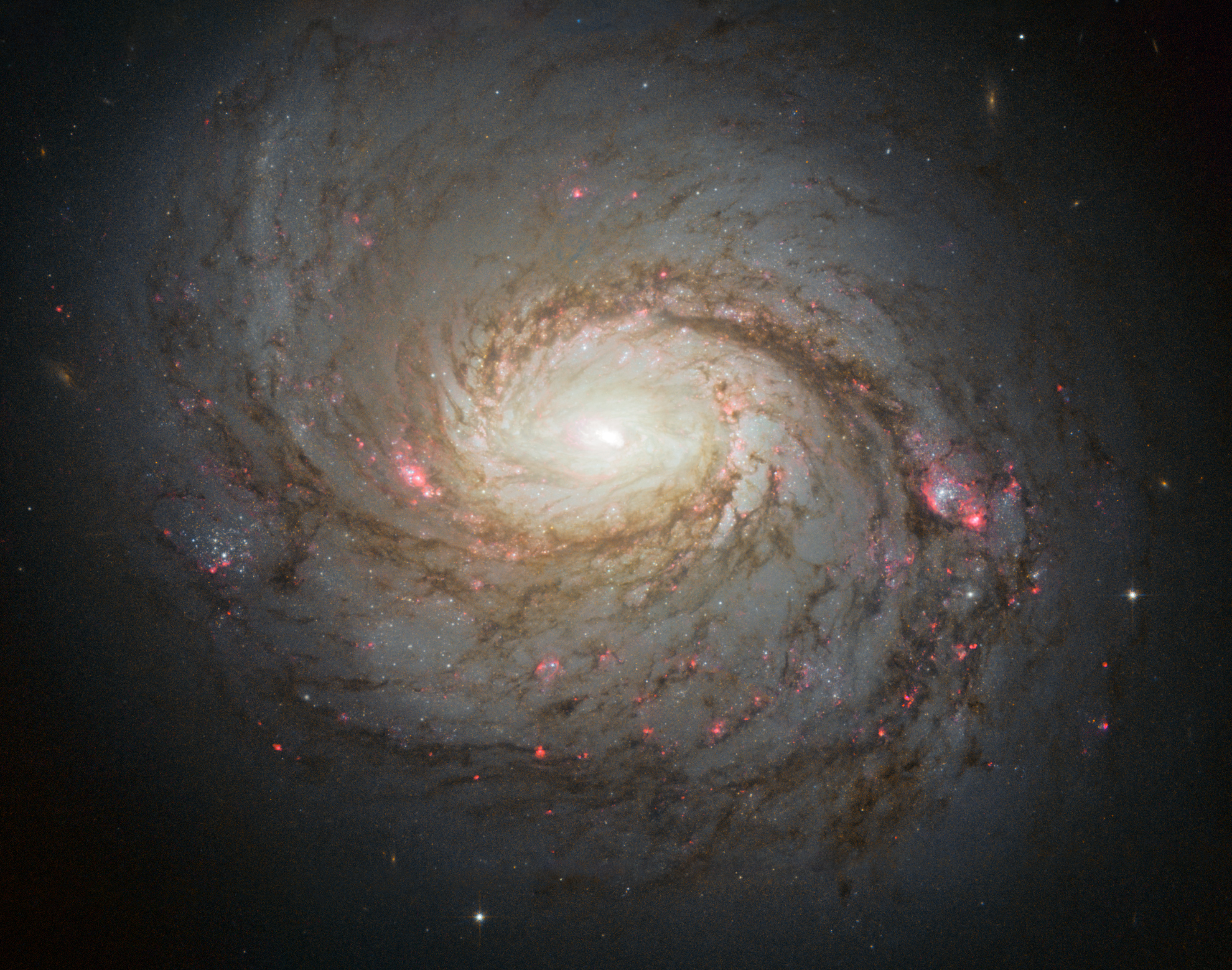
NGC 1068 (Messier 77), una de les primeres galàxies Seyfert classificades

Les galàxies Seyfert van ser detectades per primera vegada en 1908 per Edward A. Fath i Vesto Slipher, que utilitzaven l'Observatori Lick per observar l'espectre d'objectes astronòmics que es creia que eren "nebuloses espirals". Van observar que NGC 1068 mostrava sis línies d'emissió brillants, la qual cosa es va considerar inusual ja que la majoria dels objectes observats mostraven un espectre d'absorció corresponent a estels.
El 1926, Edwin Hubble va observar les línies d'emissió de NGC 1068 i dues "nebuloses" més d'aquest tipus i les va classificar com a objectes extragalàctics. En 1943, Carl Keenan Seyfert va descobrir més galàxies similars a NGC 1068 i va informar que aquestes galàxies tenen nuclis de tipus estel·lar molt brillants que produeixen línies d'emissió amples. El 1944 es va detectar Cygnus A en 160 MHz, i la detecció es va confirmar el 1948 quan es va establir que era una font discreta. La seva doble estructura de ràdio es va fer evident amb l'ús de la interferometria. En els anys següents, se'n van descobrir altres fonts de ràdio com a restes de supernoves. A finals de la dècada de 1950, es van descobrir més característiques importants de les galàxies Seyfert, com el fet que els seus nuclis són extremadament compactes (< 100 pc, és a dir, "no resolts"), tenen una massa elevada (≈109±1 masses solars) i la durada del pic d'emissions nuclears és relativament curta (> 108 anys).

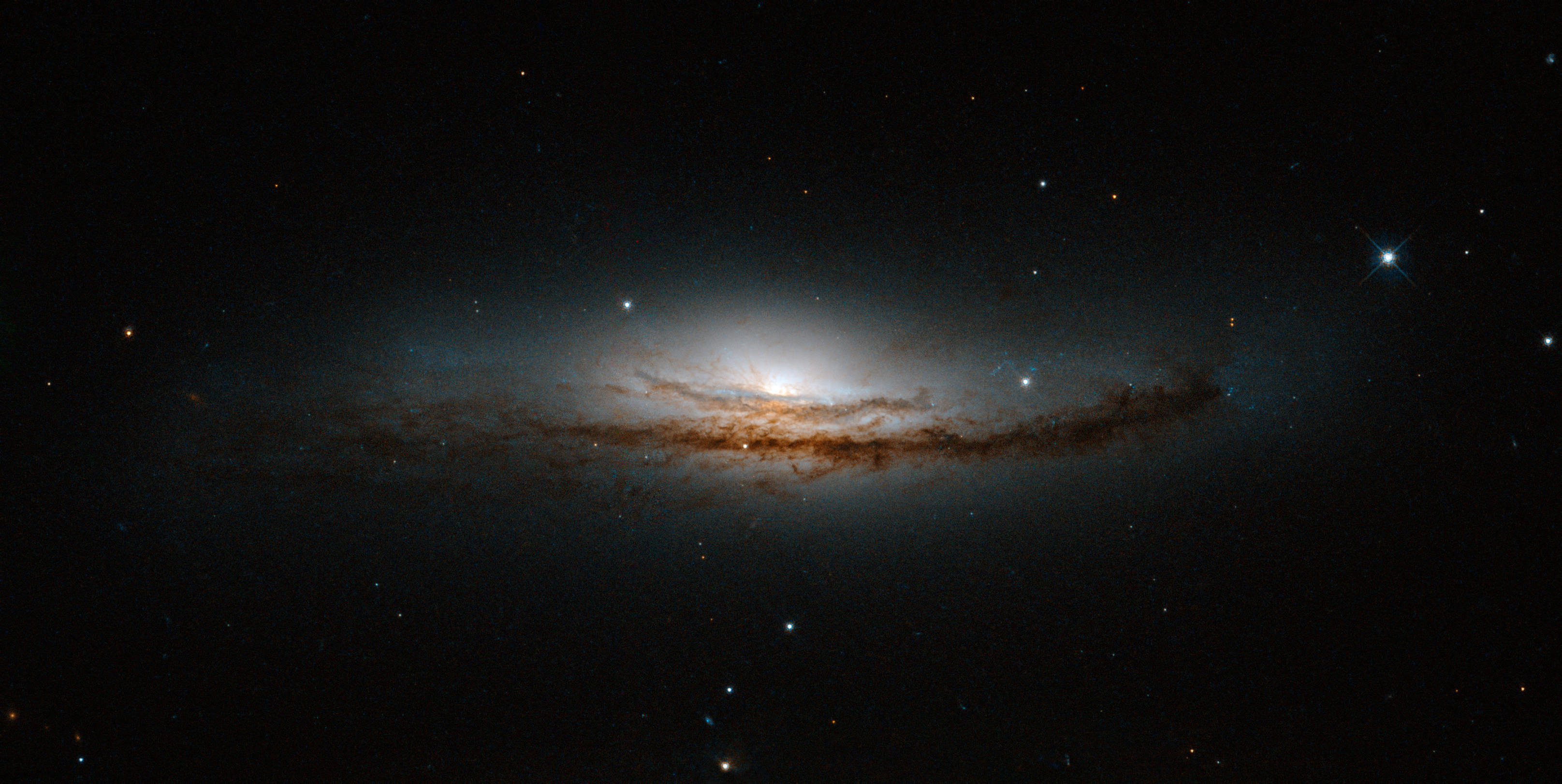
NGC 5793 és una galàxia Seyfert situada a més de 150 milions d'anys llum a la constel·lació de Balança.

A les dècades de 1960 i 1970 es van dur a terme investigacions per comprendre millor les propietats de les galàxies Seyfert. Es van fer alguns mesuraments directes de les mides reals dels nuclis de les Seyfert i es va establir que les línies d'emissió de NGC 1068 es produïen en una regió de més de mil anys llum de diàmetre. Hi havia controvèrsia sobre si els corriments al vermell de les Seyfert eren d'origen cosmològic. Les estimacions confirmatòries de la distància a les galàxies Seyfert i la seva edat eren limitades, ja que els seus nuclis varien de lluentor en una escala temporal d'uns pocs anys; per tant, els arguments que impliquen la distància a aquestes galàxies i la velocitat constant de la llum no sempre es poden utilitzar per determinar-ne l'edat. En el mateix període, s'havien emprès investigacions per estudiar, identificar i catalogar galàxies, incloses les Seyfert. A partir de 1967, Benjamin Markarian va publicar llistes amb alguns centenars de galàxies que es distingien per la seva fortíssima emissió ultraviolada, i el 1973 altres investigadors van millorar els mesuraments sobre la posició d'algunes. En aquell moment, es creia que el 1% de les galàxies espirals eren Seyferts. Per a 1977, es va descobrir que molt poques galàxies Seyfert són el·líptiques, sent la majoria galàxies espirals o espirals barrades. Durant el mateix període, s'han fet esforços per recopilar dades espectrofotomètriques per a les galàxies Seyfert. Es va fer evident que no tots els espectres de les galàxies Seyfert tenen el mateix aspecte, per la qual cosa s'han subclassificat segons les característiques dels seus espectres d'emissió. S'ha ideat una divisió simple en tipus I i II, depenent de les classes de l'amplada relativa de les línies d'emissió. Posteriorment s'ha observat que alguns nuclis Seyfert mostren propietats intermèdies, cosa que ha donat lloc que se subclassifiquin encara més en els tipus 1. 2, 1.5, 1.8 i 1.9 (vegeu Classificació). Els primers sondejos de galàxies Seyfert estaven esbiaixats en comptar només els representants més brillants d'aquest grup. Estudis més recents, que compten galàxies amb nuclis Seyfert de baixa lluminositat i enfosquits, suggereixen que el fenomen Seyfert és en realitat força comú, ja que passa al 16% ± 5% de les galàxies; de fet, hi ha diverses dotzenes de galàxies que mostren el fenomen Seyfert a les proximitats (≈27 Mpc) de la nostra pròpia galàxia. Les galàxies Seyfert formen una fracció substancial de les galàxies que apareixen al Markarian, una llista de galàxies que mostren un excés ultraviolat als seus nuclis.

## Història
El 1908 Edward A. Fath descobreix línies d'emissió en un espectre de la "nebulosa espiral" NGC 1068. L'espectre es componia de línies d'absorció juntament amb línies d'emissió com les que es veien a les nebuloses gasoses. Carl K. Seyfert descobreix el 1943
que algunes galàxies tenen un nucli, en aparença puntual, que és l'originari d'aquestes línies d'emissió. Aquest és el primer treball sistemàtic que cerca aquest tipus especial de galàxies. L'emissió d'aquestes galàxies era molt semblant a les línies d'emissió d'una nebulosa planetària sobreimpreses a un espectre típic d'una estrella com el Sol (tipus G). L'amplada de les línies és atribuïda per Seyfert al desplaçament Doppler, d'aquesta manera s'obtenen velocitats de fins a 8.500 km/s a la zona nuclear. Això es correspondria amb un gas molt calent que es mou a alta velocitat, en contrast amb els 300 km/s als quals es mouen de mitjana les estrelles i el gas d'una galàxia espiral normal.

## Característiques de les galàxies de Seyfert
Les galàxies de Seyfert es caracteritzen per tenir un nucli extremadament brillant, i espectres que tenen unes línies d'emissió d'hidrogen, heli, nitrogen i oxigen molt brillants. Aquestes línies d'emissió mostren una forta ampliació de Doppler, la qual cosa implica velocitats de 500 a 4.000 km/s, i es creu que s'originen prop d'un disc d'acreció al voltant d'un forat negre central.
Aquestes línies d'emissió poden provenir de la superfície del mateix disc d'acreció, o poden provenir de núvols de gas il·luminats pel motor central en un con de ionització. La geometria exacta de la regió que emet és difícil de determinar a causa de la pobra resolució. No obstant això, cada part del disc d'acreció té una velocitat relativa diferent segons la nostra línia de visió, i com més ràpid rota al voltant del forat negre, més ampla serà la seva línia d'emissió. De la mateixa manera, un disc il·luminat també té una velocitat que en depèn de la posició.
Les línies espectrals estretes, es pensa que s'originen des de la part exterior dels nucli galàctic actiu en què les velocitats són més baixes, mentre que les línies espectrals amples s'originen més a prop del forat negre. Això vindria confirmat pel fet que les línies estretes no varien de manera detectable, la qual cosa implica que la regió emissora és gran, al contrari que les línies amples, les quals poden variar en un relativament curt espai de temps. El mapatge de reverberació és una tècnica que usa aquesta variabilitat per a intentar determinar la localització i morfologia de la regió emissora.
Les galàxies de Seyfert també mostren una forta emissió en la part de l'espectre electromagnètic de ràdio, infraroig, ultraviolat i de raigs X. L'emissió de ràdio, es pensa que és emissió sincrotró del jet. L'emissió infraroja és deguda a la radiació en altres bandes, reprocessada per la pols propera al nucli. El fotons de més alta energia, es pensa que s'han creat per la dispersió inversa de compton en una corona d'alta temperatura prop del forat negre.

## Classificació
Les galàxies de Seyfert van ser classificades com a tipus 1 i 2, depenent de l'espectre que mostraven: si mostraven línies d'emissió ampla i estreta, eren anomenades de tipus 1 i si només mostraven d'estretes de tipus 2. Actualment, se'ls dona una classificació fraccionària depenent de la força relativa dels components estrets i amples (per exemple, tipus 1.5 o tipus 1.9). Els components estrets i amples, es pensa que s'originen en el disc d'acreció, però en el tipus Seyfert 2 es pensa que el component ample es veu enfosquit per la pols o per l'angle amb el qual veiem la galàxia. En alguns tipus de Seyfert 2, el component ample es pot veure en llum polaritzada; es pensa que la llum de les regions de línia espectral ampla es troba dispersada per un halo gasós calent que envolta el nucli, permetent-nos-en una visió indirecta. Aquest efecte va ser descobert per Antonucci i Miller en la galàxia Seyfert 2 NGC 1068.